# Cheung Chau Wan
Cheung Chau Wan (kinesiska: 長洲灣, 长洲湾) är en vik i Hongkong (Kina). Den ligger i den västra delen av Hongkong.